# Contramestre
Um contramestre é o profissional da marinha mercante encarregado de coordenar o trabalho dos marinheiros da secção do convés/seção de convés de um navio ou, ocasionalmente, de governar uma embarcação de reduzida tonelagem.
A designação "contramestre" também é utilizada em algumas marinhas de guerra para designar postos equivalentes aos de sargento.

## Funções

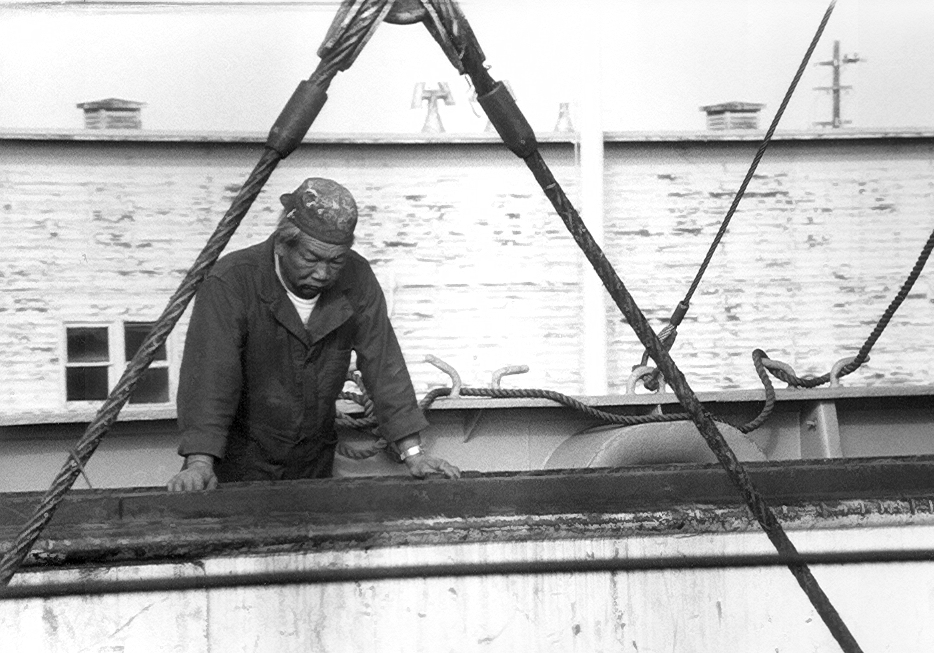
Um contramestre acompanha as operações de carga de um navio cargueiro.

Normalmente, nos navios mercantes de arqueação superior a 200 t, existe um contramestre que é o profissional de maior categoria da mestragem e marinhagem do convés. Compete-lhe coordenar e controlar o trabalho dos marinheiros, segundo as instruções recebidas dos oficiais náuticos.
No âmbito das suas funções, o contramestre é responsável por inspecionar o material de salvamento e de combate a incêndios, por verificar o tanque de víveres e controlar o lastro e o consumo de água doce para os serviços gerais, por coordenar os trabalhos de manutenção, pintura e limpeza dos conveses e do casco, por participar nas operações de carga e descarga do material, por zelar pelo material a reparar, por gerir o paiol do contramestre, por dirigir os trabalhos de manobra do navio, por manter a disciplina e a observação do cumprimento das regras de segurança entre os marinheiros, por largar e suspeder as amarras nas manobras de fundear, por garantir uma adequada alimentação dos marinheiros e por verificar as condições de sanidade, arejamento e iluminação dos alojamentos, dos paióis, dos porões e dos locais de trabalho do pessoal do convés.
De acordo com a sua certificação e categoria profissional, os contramestres também podem exercer as funções de mestre ou de segundo de navegação em embarcações de reduzida tonelagem de pesca ou de navegação costeira.

## Carreira
Em Portugal, os contramestres pertencem ao escalão de mestragem de comércio e de pesca do pessoal do convés da marinha mercante. Existem as categorias de contramestre na mestragem de comércio e de contramestre-pescador na mestragem de pesca. Podem aceder à categoria de contramestre (comércio) os marinheiros de 1ª classe e os mestres do tráfego local, com mais de um ano de embarque, depois de habilitados com o curso de promoção a contramestre. À categoria de contramestre-pescador podem aceder os arrais de pesca e os marinheiros-pescadores com um ano de embarque, depois de habilitados com o curso de promoção a contramestre-pescador.
No Brasil, como subalternos da marinha mercante existem as categorias de contramestre, contramestre fluvial e contramestre de pesca na navegação interior, pertencentes, respectivamente aos grupos profissionais dos marítimos, dos fluviários e dos pescadores.